# Bernardus van Bilderbeek (ingenieur)

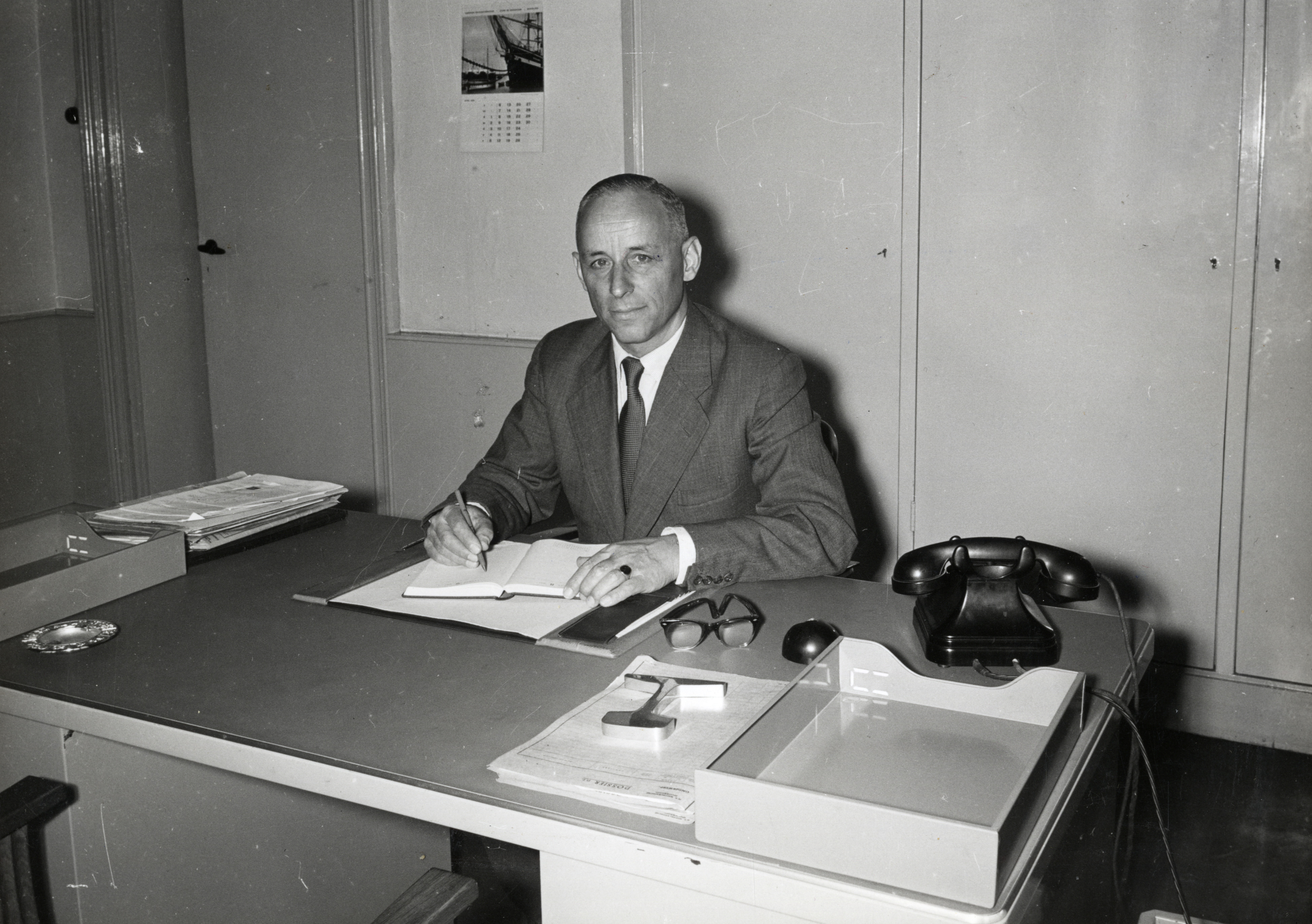
Van Bilderbeek aan het werk (circa 1958)

Bernardus van Bilderbeek (Dordrecht 27 oktober 1910 – Den Haag, 18 augustus 1996) was een Nederlands werktuigbouwkundige, enige tijd (technisch) directeur van vervoersbedrijven en hoogleraar.
Bilderbeek was een zoon van wis- en natuurkundige Hendrika Birgitta van Meurs en architect Bernardus van Bilderbeek. Hijzelf trouwde met Marcelle Butteling (1911-1989). Hun dochter Claire Bilderbeek (Claire Madeleine Ligtelijn-van Bilderbeek) werd advocaat, rechter en lid van de Raad van State.
Daar waar zijn broer, de latere verzetsman Jan Dirk van Bilderbeek, koos voor tandheelkunde, ging Bernardus naar de Technische Hogeschool. In Dordrecht doorliep hij de hogereburgerschool (HBS) om vervolgens aan de Technische Hogeschool Delft de studie voor burgerlijk ingenieur te beginnen. Na afronding van die studie in 1937 ging hij werken bij de Nederlands-Indische Spoorweg Maatschappij die hem nog opleidde bij de Nederlandse Spoorwegen. In 1946 kwam het gezin terug naar Nederland waar hij ingenieur tweede klasse werd bij de afdeling bruggenbouw van de Nederlandse Spoorwegen. Hij zou er tot 1962 werken, de laatste jaren als directeur NV Spoorweg Bouwbedrijf. Hij werd daarna technisch directeur, en in 1964 algemeen directeur, bij de Haagsche Tramweg Maatschappij (HTM). In 1966 werd hij benoemd tot gewoon hoogleraar aan de TH Delft binnen de faculteit waterbouwkunde, met als specialiteit verkeerskunde, spoorwegkunde en railverkeerstechniek.
In 1950 verkreeg hij samen met de NS het octrooi op een nieuw ontwerp voor dubbele basculebruggen.